# Coliidae
Famille
La famille des coliidés ou Coliidae est l'unique famille actuelle  de l'ordre des Coliiformes. Elle comprend six espèces de colious ou oiseaux-souris. C'est un ordre endémique de l'écozone afrotropicale (Afrique sub-saharienne),  vivant dans tous les milieux ouverts présentant des buissons ou des arbres, à l'exception de la forêt dense.
Ce sont des oiseaux arboricoles de taille moyenne (de 29  à   38 cm) ressemblant à des passereaux. Ils ont un plumage gris terne ou brun, une très longue rectrice et une huppe érectile. Leurs doigts peuvent être tous dirigés vers l'avant.
Ils sont appelés oiseaux souris car ils sont constamment en mouvement, à la manière des rongeurs.

## Taxonomie

### Listes des sous-familles & genres
- sous-famille des Coliinae
  - Colius Brisson, 1760
- Sous-famille des Urocoliinae
  - Urocolius Bonaparte, 1854

### Liste des espèces
D'après la classification de référence (version 5.1, 2015) du Congrès ornithologique international (ordre phylogénique) :
- Colius striatus – Coliou rayé
- Colius leucocephalus – Coliou à tête blanche
- Colius castanotus – Coliou à dos marron
- Colius colius – Coliou à dos blanc
- Urocolius macrourus – Coliou huppé
- Urocolius indicus – Coliou quiriva